# Miltochrista defecta
Miltochrista defecta är en fjärilsart som beskrevs av Walker 1854. Miltochrista defecta ingår i släktet Miltochrista och familjen björnspinnare. Inga underarter finns listade i Catalogue of Life.